# 埃克曼螺旋

埃克曼螺旋機制示意圖。
① 表示洋流方向, ② 表示风向施加海面的力的方向, ③ 表示海流最终流动的方向, ④ 表示科氏力(科氏力垂直于洋流方向①)

埃克曼螺旋（英語：Ekman spiral），或稱為埃克曼螺線，是指海洋表面附近的海流因為風和科氏力的作用造成海流方向旋轉的結構。這個結構以瑞典海洋學家沃恩·華費特·埃克曼命名。表面海流的偏轉現象是由挪威探險家弗里乔夫·南森在1893到1896年的前進號北極探險途中發現。
埃克曼螺旋是科氏力的產物，在北半球科氏力會使移動中的物體向右方偏轉（在南半球則向左），因此當風持續在北半球廣闊海面上作用時，將會給予表面海流和風向一樣的加速度，而海流同時受到科氏力影響並產生和風向垂直的向右加速度，並且當速度增加時，會逐漸向右方偏轉，因為海流方向會稍微偏向風向的右方垂直於海流方向的科氏力會有部分抵消風力，最後當風力科氏力和海面下海水黏滯力達到平衡時，海流將達到終端速度，並在風存在的狀態下以平衡狀態時的速度和方向前進，表面的海流會拖曳下層海水，並且在前進方向上對下層海水施加力量連續向下重複的過程，最終會使各層海水的穩定流向比風向更偏右方，並且向更深層海水作用，最終產生一個因為海流方向隨水深改變的連續性的旋轉（或螺旋當深度增加時風力的強度將遞減），使最終海流的穩定速度下降，形成如圖所示的錐形三維。螺旋埃克曼螺旋的穿透深度取決於在一個擺日中湍流混合能作用的深度而定。
上圖顯示了在北半球與埃克曼螺旋相關的作用，例如何作用來自上方的力（最初是海面上方風所施加的力）以紅色表示，以深黃色表示的科氏力則和上方的力呈直角，實際上是和海流方向呈直角，而最終的海流方向是以粉紅色表示，並且海流對下方海水所施的力即為下層海水的上方力，因此海流方向就隨著深度增加呈順時針螺旋。

## 觀測
海洋中埃克曼螺旋的首次觀測紀錄是1958年在北冰洋的浮冰觀測紀錄。之後的觀測紀錄包含。
- 1978年在南非共和國西岸以水肺潛水觀察上升流通過海藻林時的紀錄[3]。
- 1980年海洋混合層實驗[4]。
- 1982年在马尾藻海中的長期上層海洋研究[5]。
- 1993年東側邊界洋流實驗中觀測加利福尼亞洋流[6]。
- 南冰洋的德雷克海峽[7]。

有數個觀測紀錄中的螺旋結構有被「壓縮」的現象，顯示渦流黏度的預測值較實際大，這是因為一般較常考慮隨深度造成的旋轉速度，而不是和速度衰減相關的渦流黏度。
典型的埃克曼螺旋已經在冰海之下被觀測到，但在無浮冰的開放海域中相關的觀測紀錄相當稀少。這是因為海洋表面層中的湍流混合明顯受到晝夜循環影響，並且表面波會使埃克曼螺旋變得不穩定。大氣層中也有埃克曼螺旋的現象，在北半球的表面風傾向於被吹往左方。